# Arenfjoldemark
Arenfjoldemark, Arnfjoldemark (dansk), Ahrenviölfeld (tysk) eller Årnfjålfäil (nordfrisisk) er en landsby og kommune beliggende på den slesvigske midtslette cirka 15 km nordøst for Husum i Sydslesvig. Administrativt hører kommunen under Nordfrislands kreds i den nordtyske delstat Slesvig-Holsten. Kommunen samarbejder på administrativt plan med andre kommuner i omegnen i Fjolde kommunefælleskab (Amt Viöl). I kirkelig henseende hører Arnfjolde under Svesing Sogn. Sognet lå i Sønder Gøs Herred (Husum Amt, Sønderjylland), da området tilhørte Danmark.

## Geografi
Landsbyen er beliggende øst for Arnfjolde og syd for Arlåen på den (syd)slesvigske gest. Jorderne er dels sandjorder, dels opdyrkede hedejorder. Lidt vest for landsbyen ligger Arnfjoldemark Vestermose (Westermoor). Det cirka 67,8 ha stor naturområde er naturfredet. Syd for landsbyen forløber forbundsvejen 201 fra Husum mod Slesvig by. Arnfjoldemark er omgivet af landsbyerne Bondelum (i nord), Solbro (i Jørl Sogn) og Esperstoft (i Eggebæk Sogn, i nordøst), Treja (i Treja Sogn, i sydøst) og Øster Ørsted (i Svesing Sogn, i sydvest).

## Historie
Landsbyen opstod først i 1900-tallet på markerne vest for Arnfjolde. De første bygninger er fra 1847. Stednavnet er første gang dokumenteret 1880. I 1893 fik byen en banestation på jernbanelinjen fra Husum til Jydbæk (Sydslesvigske Jernbane), men banegården er nu nedlagt. Den 1. december 1934 blev Arenfjoldemark en selvstændig kommune.